# Arteria ophthalmica
De arteria ophthalmica is de eerste tak van de binnenste halsslagader (arteria carotis interna) en is een slagader die het oog van bloed voorziet. De arterie splitst zich op in een oculaire en een orbitale groep.

## Orbitale subtakken
De orbitale groep bestaat uit:
- De arteria lacrimalis
- De arteria supraorbitalis
- De arteria ethmoidalis posterior
- De arteria ethmoidalis anterior
- De arteriae palpebrales mediales
- De arteria supratrochlearis
- De arteria dorsalis nasi

## De oculaire subtakken
De oculaire groep bestaat uit:
- De arteria centralis retinae: Splitst zich in de kop van de oogzenuw op in vier subtakken die het binnenste deel van het netvlies (de voorzijde) van voeding voorzien.
- De arteriae ciliares posteriores longae en de arteriae ciliares posteriores breves: Deze voorzien het vaatvlies en het buitenste deel van het netvlies van bloed.
- De arteriae ciliares anteriores
- De arteria supraorbitalis
- De arteria infraorbitalis.

Bij een trombose van het oog (ooginfarct) is sprake van een verstopping van een van deze bloedvaten.